# Alessio Falconieri
Sant'Alessio Falconieri (Firenze, 1200 circa – Vaglia, 17 febbraio 1310) è stato uno dei Sette santi fondatori dell'Ordine dei Servi di Maria ed è venerato dalla Chiesa cattolica come santo, commemorato nel giorno 17 febbraio.

## Biografia
La tradizione dell'Ordine dei Servi lo indica appartenente alla nobile famiglia dei Falconieri, ricchi commercianti della fazione dei Guelfi e fondatori della Repubblica Fiorentina. Fu zio - per esattezza fratello del padre - di Santa Giuliana Falconieri che egli stesso iniziò al cammino di fede.
Consacrò la vita a Dio dedicandosi con sacrificio alla questua. Sostenne con umiltà e carità ricevuta così anche i frati più piccoli dell'Ordine inviati a studiare all'università Sorbona di Parigi. La sua umiltà fu così profonda e sincera che, anche se visse fino alla veneranda età di centodieci anni, rifiutò sempre il sacerdozio considerandosene indegno.
Seguì inizialmente le orme del padre Bernardo, esercitando il mestiere di mercante ed in giovane età aderì alla laica Compagnia Fiorentina in onore della Vergine Maria, dove conobbe i sei nobili, futuri compagni della vita in santità.
Sempre secondo la tradizione servitana, il 15 agosto del 1233 Sant'Alessio e sei congregati Sant'Amadio (Amidei), San Bonfiglio (Monaldi), San Bonagiunta (Manetti), San Manetto (Dell'Antella), San Sostegno (Sostegni) e Sant'Uguccione (Uguccioni), ricevettero la grazia dell'apparizione della Vergine Maria, e, legati tra loro dell'ideale evangelico della comunione fraterna e del servizio ai poveri, decisero di ritirarsi in solitudine, per far vita comune nella penitenza e nella contemplazione.
Abbandonarono quindi le loro fiorenti attività donando tutti i loro beni e si ritirarono in una casupola (poi divenuta Villa Camarzia) intorno alle mura della città di Firenze.
Il venerdì Santo del 1240 la Vergine vestita a lutto riapparve loro, attorniata da uno stuolo di spiriti celesti recanti dei simboli che i sette frati interpretarono proclamandosi Servi di Maria e dando inizio ad un nuovo Ordine a Lei dedicato, vestendo sai di colore nero ("...in memoria dei dolori" della Vergine Madre), ed adottando la Regola di sant'Agostino. Ricevettero così le Costituzioni dal vescovo di Firenze Ardingo.
Nel 1241 a "rimedio dell'anima sua" Giuliano da Bivigliano della famiglia Ubaldini che governava il Mugello donò al Vescovo di Firenze una parte del Montesenario in favore dei sette eremiti che vi si stabilirono intorno al 1245. I sette monaci scavarono nella roccia alcune cellette, le "grotte", nonché un piccolo oratorio dedicato a Santa Maria. Condussero il resto della loro esistenza dediti alla preghiera ed al lavoro, all'austerità ed al silenzio. Accettarono di buon grado coloro che cercavano il conforto della loro parola, nonché i tanti che chiesero di far parte della famiglia.
La comunità cittadina li accolse e li difese dagli innumerevoli pericoli - giuridici e, soprattutto, di potere civile e religioso - che costellarono i primi settant'anni di vita dei Servi di Maria.
La fama della loro santità si diffuse cosicché i sette scesero dal Senario per fondare la Basilica della Santissima Annunziata (ex S. Maria de' Servi ed ancor prima chiamata S. Maria di Cafaggio).
L'11 febbraio 1304, papa Benedetto XI con la bolla Dum levamus confermò per l'Ordine la Regola di S. Agostino.
Alessio Falconieri morì ultracentenario nel 1310, secondo la tradizione, il 17 febbraio. A Monte Senario un unico sepolcro nella cappella raccoglie insieme le spoglie mortali di coloro che la comunione di vita aveva resi un cuor solo e un'anima sola.
Venerato con i suoi compagni già fin dal secolo XIV, il culto fu consacrato da papa Clemente XI che lo proclamò beato il primo dicembre 1717. Il 15 gennaio 1888 papa Leone XIII canonizzò insieme i sette Padri Fondatori dell'Ordine dei Servi di Maria